# Spanglish (soundtrack)
Spanglish (Original Motion Picture Soundtrack) is de originele soundtrack, gecomponeerd door Hans Zimmer voor de film Spanglish uit 2004 van James L. Brooks. Het album werd uitgebracht op 11 januari 2005 door Varèse Sarabande.
De partituur werd uitgevoerd door het Hollywood Studio Symphony onder leiding van Blake Neely. De filmmuziek werd opgenomen en gemixt door Alan Meyerson, met aanvullende opname en mixen door Slamm Andrews.

## Tracklijst
| Nr. | Titel                                                            | Geschreven                     | Duur |
| --- | ---------------------------------------------------------------- | ------------------------------ | ---- |
| 1.  | Spanglish                                                        | Hans Zimmer                    | 2:45 |
| 2.  | The Beach                                                        | Hans Zimmer                    | 9:46 |
| 3.  | Welcome to the Claskys                                           | Hans Zimmer                    | 3:19 |
| 4.  | Drunk and Disorderly                                             | Hans Zimmer                    | 2:14 |
| 5.  | John Comes Home                                                  | Heitor Pereira                 | 1:55 |
| 6.  | Learning English                                                 | Hans Zimmer                    | 1:32 |
| 7.  | No Left                                                          | Hans Zimmer                    | 3:54 |
| 8.  | Malibu                                                           | Hans Zimmer                    | 3:16 |
| 9.  | Cooking                                                          | Hans Zimmer                    | 1:24 |
| 10. | Bus Stop                                                         | Hans Zimmer                    | 5:09 |
| 11. | They Can't Take That Away From Me – Cloris Leachman & Ian Hyland | George Gershwin & Ira Gershwin | 3:00 |

## Solisten
- Aleksey Igudesman – viool
- Daisy Jopling – viool
- Heitor Pereira – gitaar
- Tristan Schulze – cello
- Martin Tillman – cello

## Prijzen en nominaties
| Jaar | Prijs        | Categorie        | Genomineerde(n) | Uitslag     |
| ---- | ------------ | ---------------- | --------------- | ----------- |
| 2005 | Golden Globe | Beste filmmuziek | Hans Zimmer     | Genomineerd |